# Loch Lomond
Loch Lomond (skotskou gaelštinou Loch Laomainn) je největší jezero ve Skotsku. Leží severozápadně od Glasgow v tektonické dolině prohloubené starým ledovcem na úpatí Grampianských hor. Nachází se na území správních oblastí Argyll a Bute, Stirling a Západní Dunbartonshire. Rozloha jezera je 71 km² a dosahuje maximální hloubky 192 m. Leží v nadmořské výšce 8 m.

## Ostrovy
V jižní části jezera je mnoho ostrovů.

## Vodní režim
Voda z jezera odtéká řekou Leven a do zálivu Firth of Clyde ústí u města Dumbarton.

## Okolí

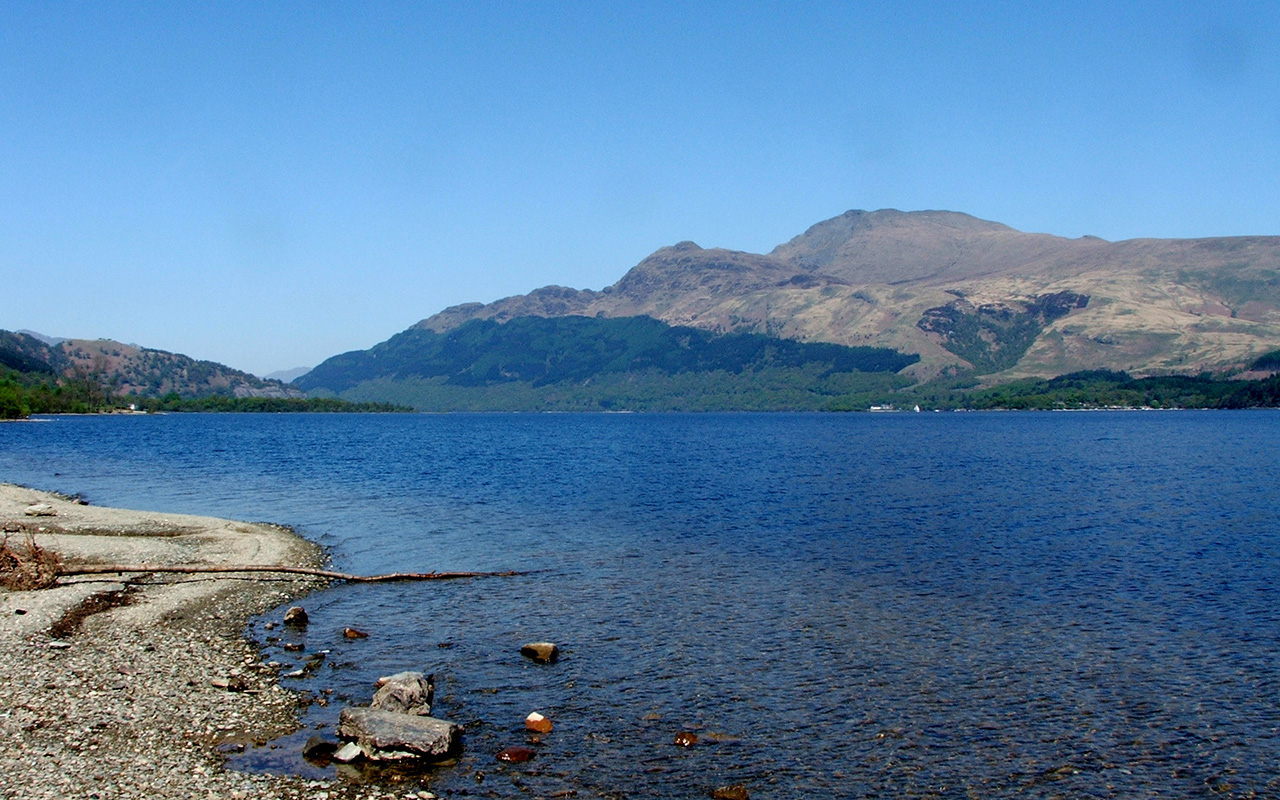
Loch Lomond

Po jeho západním břehu vede hlavní silnice A82 z Glasgow přes Luss do Arrocharu, Ardlui a dál na sever. Na východním břehu se nacházejí vesnice Rowadenann a Balmaha. Oproti západnímu břehu jsou zde jen malé silnice a území je hodně zalesněné a nabízí mnoho prostoru pro turistiku. Nejvyšším místem je hora Ben Lomond (974 m). Od roku 2002 je součástí národního parku Loch Lomond a Trossachs s celkovou rozlohou 1865 km².

## Využití
Jezero se využívá k rybaření (loví se zde losos) a lodní dopravě.

### Sport
V roce 2018 zde proběhlo mistrovství Evropy v dálkovém plavání.

## Kultura
Jezero se v průběhu staletí stalo součástí skotských dějin. Lidová píseň Loch Lomond (resp. Bonnie Banks o’ Loch Lomond) je známá i mezinárodně díky skupině Runrig), jejíž verzi z roku 2007 zpívají fanoušci skotských sportovních reprezentací (Tartan Army). Symfonickou skladbu Loch Lomond pro orchestr složil Thieriot. Českou verzi nazpíval v roce 1972 Waldemar Matuška, v roce 1999 Petr Kocman, a v roce 2014 Wabi Daněk spolu s Radůzou.

## Fotogalerie

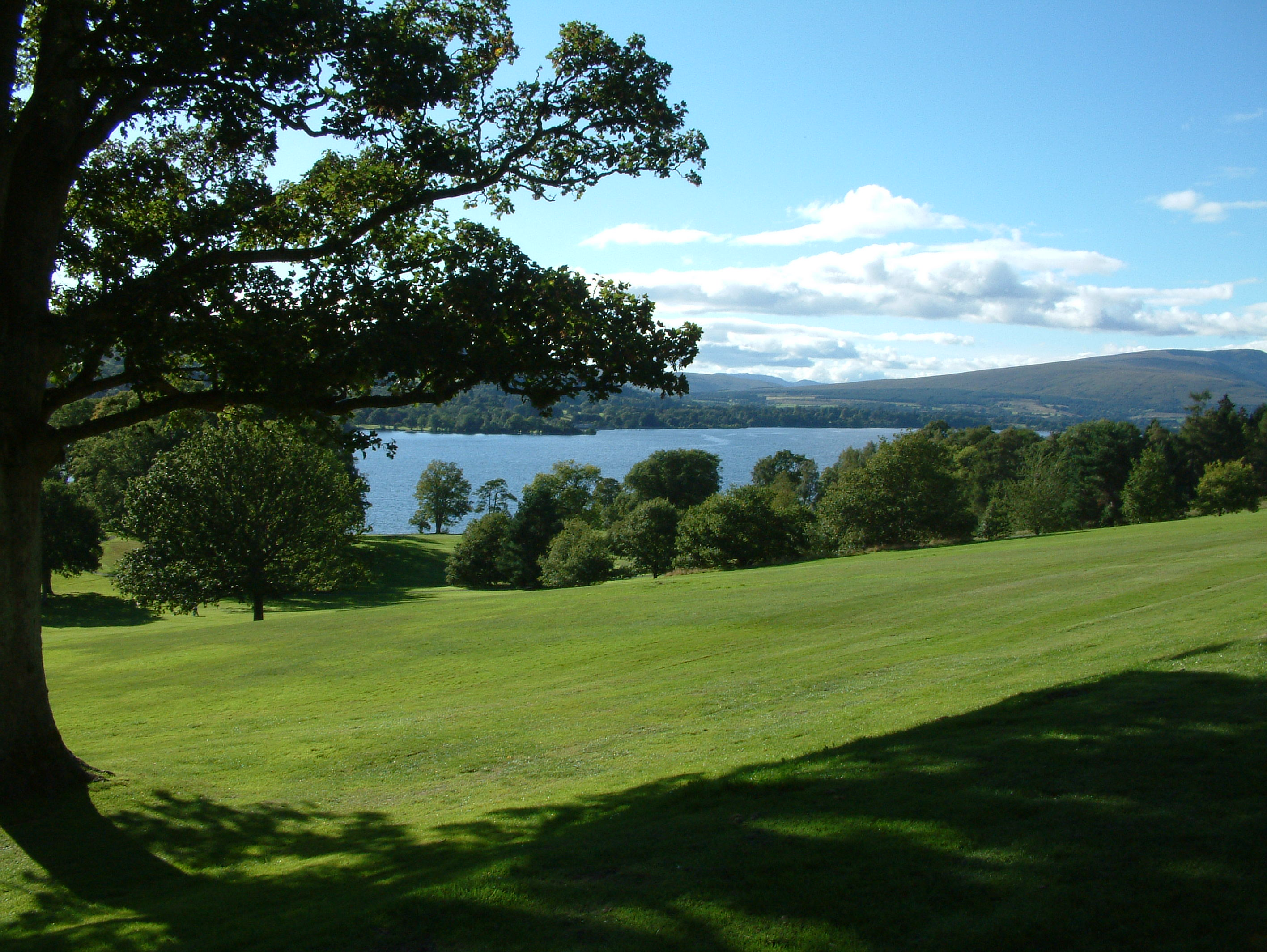
Balloch Park
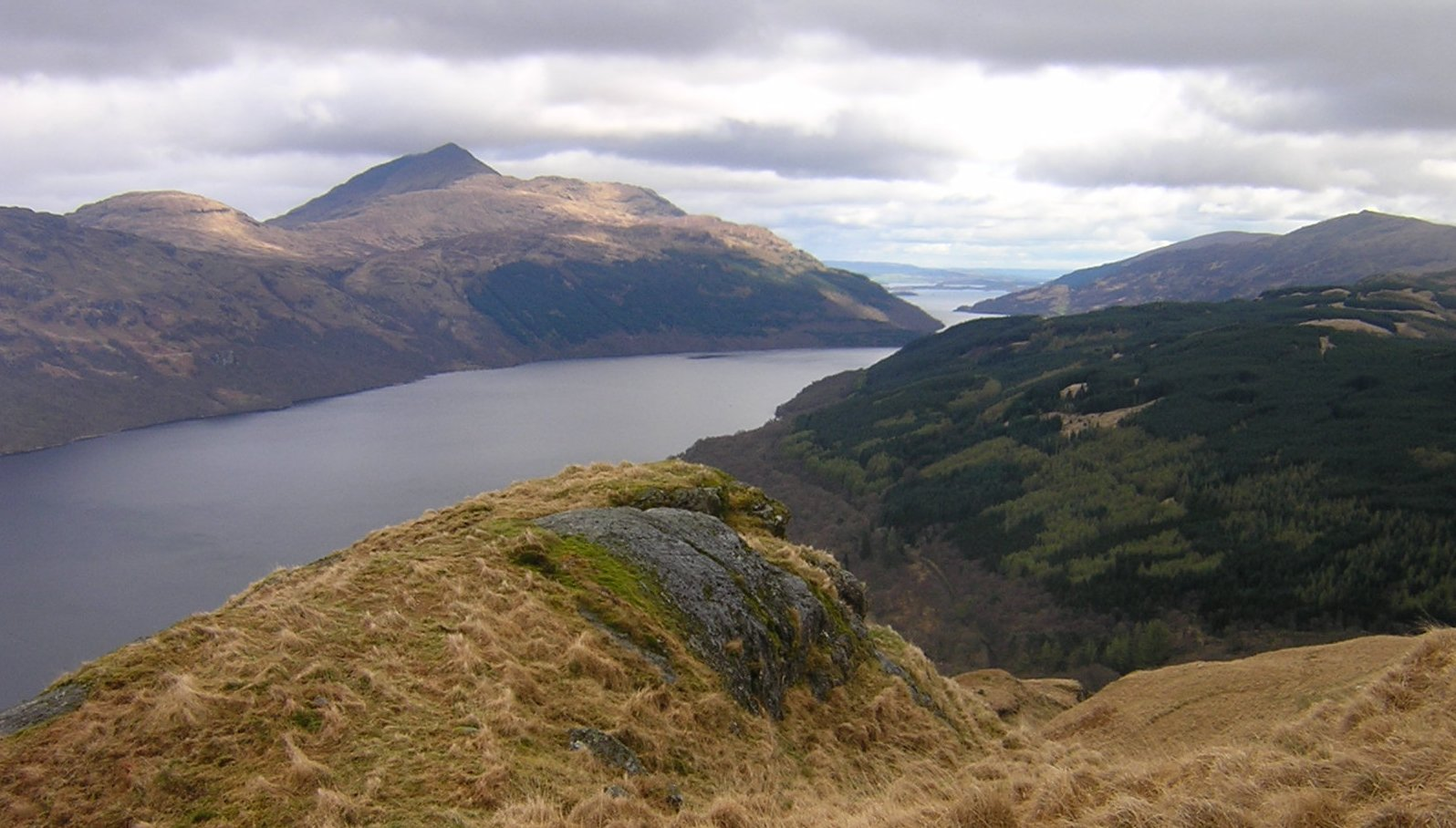
Loch Lomond
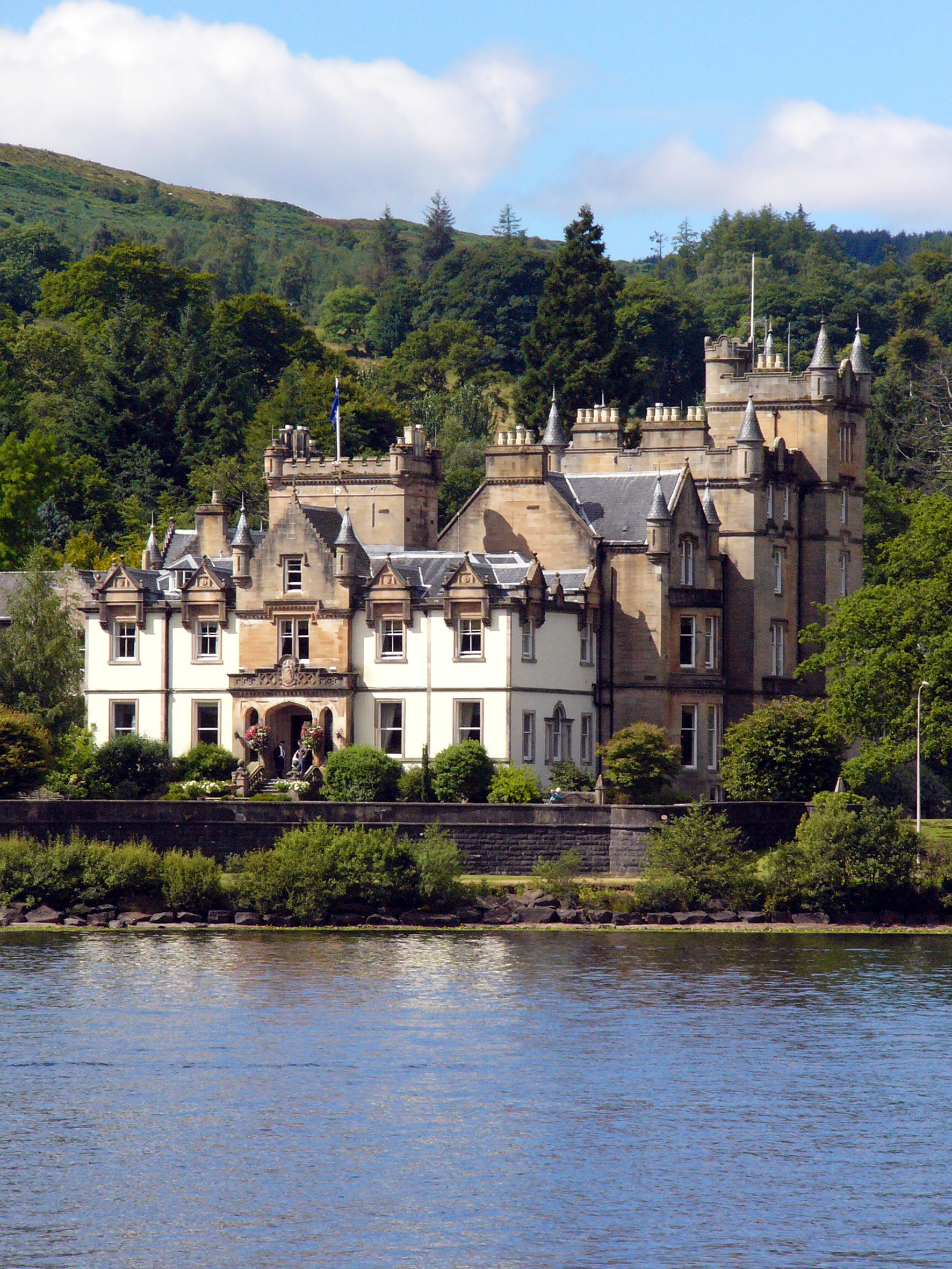
Cameron House
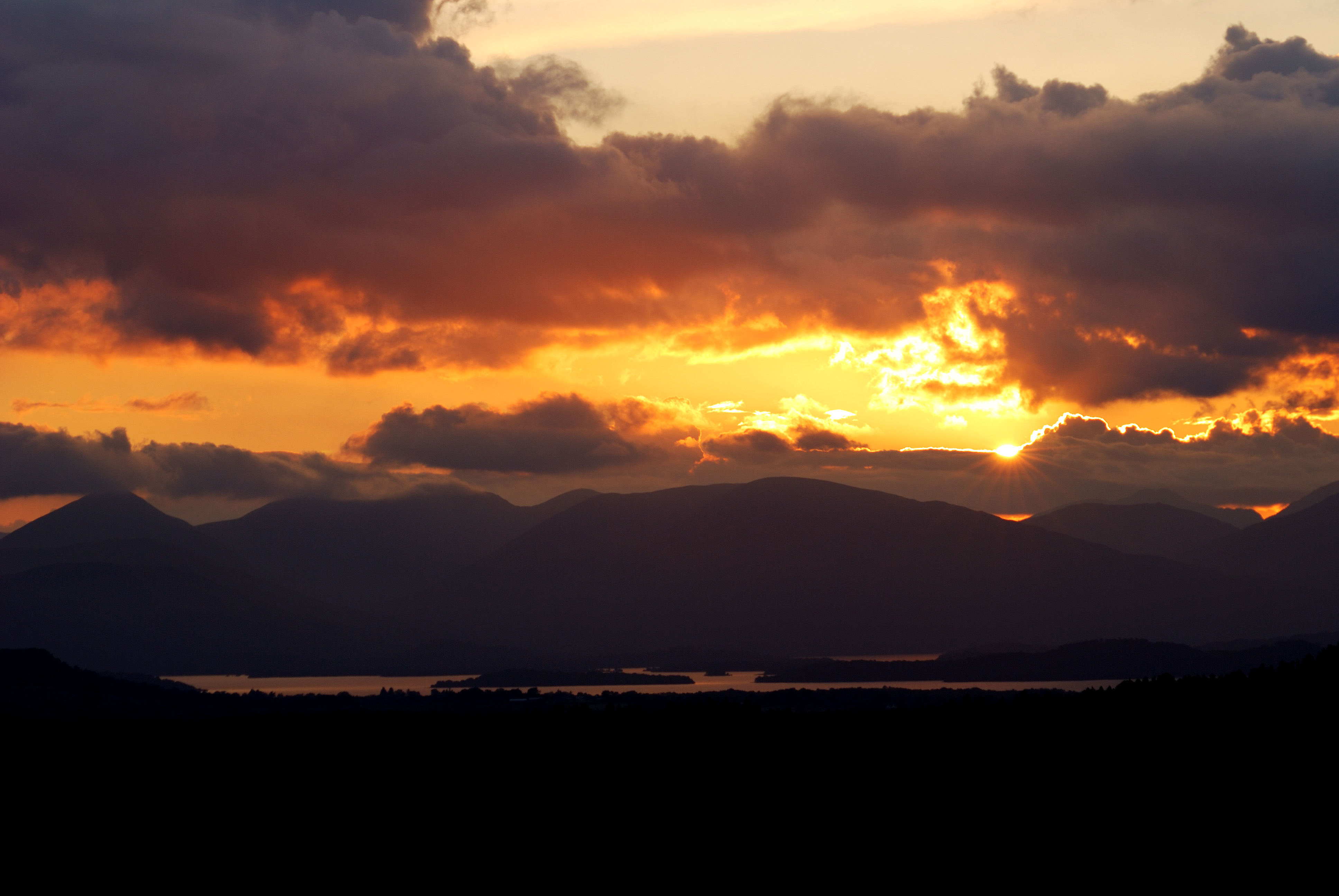
„Romantická momentka“